# Utah Open
Het Utah Open is een jaarlijks golftoernooi in de Verenigde Staten en maakte deel uit van de Amerikaanse PGA Tour, in de jaren 1940 tot 1960. Het toernooi vindt telkens plaats op verschillende golfbanen in de staat Utah en wordt georganiseerd door de "Utah Professional Golf Association".

## Winnaars
| - 1926: Eddie Morrison - 1927: C. E. Foley - 1928: Tom McHugh - 1929: Babe McHugh - 1930: Babe McHugh - 1931: Owen Covey - 1932: C. E. Foley - 1933: Ky Laffoon - 1934: Ed Kingsley - 1935: Fred Morrison - 1936: George Schneiter - 1937: Al Zimmerman - 1938: Al Zimmerman - 1939: Emery Zimmerman - 1940: Emery Zimmerman - 1941: George Schneiter - 1942: Ed Dudley - 1943: George Schneiter - 1944: Harold "Jug" McSpaden - 1945: Emery Zimmerman - 1946: Emery Zimmerman - 1947: Johnny Palmer - 1948: Lloyd Mangrum (PGA Tour) - 1949: Joe Bernolfo - 1950: Harold West - 1951: Smiley Quick - 1952: Bud Ward - 1953: Zell Eaton - 1954: Bill Johnston - 1955: Ellsworth Vines - 1956: Dick Lundahl - 1957: Zell Eaton - 1958: Dow Finsterwald (PGA Tour) - 1959: Bob Rosburg | - 1960: Bill Johnston (PGA Tour) - 1961: Al Geiberger - 1962: Zell Eaton - 1963: Tommy Jacobs (PGA Tour) - 1964: Geen toernooi - 1965: Randy Glover - 1966: Ernie Schneiter Jr. - 1967: Richard Potzner - 1968: Dick Payne - 1969: Tommy Williams - 1970: Buddy Allin - 1971: Ernie Perez - 1972: Victor Regalado - 1973: Paul Allen - 1974: Mike Malaska - 1975: Mike Brannan - 1976: Gary Vanier - 1977: Larry Webb - 1978: Terry Mauney - 1979: Bob Betley - 1980: Ray Arinno - 1981: Jimmy Blair - 1982: Larry Webb - 1983: Mike Reid - 1984: Richard Zokol - 1985: Mike Reid - 1986: Clark Burroughs - 1987: Perry Arthur - 1988: Jay Don Blake - 1989: Neal Lancaster - 1990: Mark Carnavale - 1991: Eric Hogg - 1992: Grant Waite - 1993: Dennis Paulson | - 1994: Warren Schutte - 1995: J. B. Sneve - 1996: Patrick Boyd - 1997: Steve Runge - 1998: Todd Demsey - 1999: Dean Wilson - 2000: Todd Fischer - 2001: Kim Thompson - 2002: Boyd Summerhays - 2003: Steve Friesen - 2004: Greg Buckway (amateur) - 2005: Nick McKinlay - 2006: Pete Stone - 2007: Clay Ogden - 2008: Bruce Summerhays - 2009: Nathan Lashley - 2010: Nicholas Mason - 2011: Clay Ogden - 2012: James Drew - 2013: Zach Johnson - 2014: B. J. Staten - 2015: Nate Lashley - 2016: Zahkai Brown - 2017: Patrick Fishburn (amateur) - 2018: Dusty Fielding - 2019: Sam Saunders - 2020: Peter Kuest - 2021: Derek Fribbs - 2022: Blake Tomlinson |